# Ferdinando Paër
Ferdinando Paër (původně se psal Pär – 1. července 1771 Parma – 3. května 1839 Paříž) byl italský hudební skladatel známý především svými operami a oratorii.

## Život
Narodil se v Parmě do rodiny rakouského původu. Jeho dědeček Michael Pär byl voják. Byl členem pluku sídlícím v Peterwardein (dnes Petrovaradín, městská část Nového Sadu). Jeho otec Giulio Paer byl trumpetista hudby parmské vévodské gardy a vystupoval také na církevních a dvorních akcích. Jeho matkou byla Francesca Cutica. Studoval teorii hudby u houslisty Ghirettiho, žáka Conservatorio della Pietà dei Turchini v Neapoli. Jeho první opera Circe byla uvedena v Benátkách během karnevalu v roce 1792. V rychlém sledu zkomponoval několik dalších oper, které měly vesměs u obecenstva úspěch. V roce 1797 odešel do Vídně, kde jeho budoucí manželka, zpěvačka Francesca Riccardi, získala angažmá. Stal se hudebním ředitelem divadla Theater am Kärntnertor, kde působil až do roku 1801. Uvedl zde řadu oper italských autorů, včetně svých vlastních (Camilla – 1799, Achille – 1801). V roce 1802 byl jmenován dvorním skladatelem v Drážďanech v divadle Morettisches Opernhaus, kde zpívala také jeho manželka. V roce 1804 byl Fridrichem Augustem I. jmenován doživotním dvorním dirigentem.
V roce 1804 měla v Drážďanech premiéru opera Leonora (1804), která je založena na stejném příběhu jako Beethovenův Fidelio. První verze Beethovenovy opery byla poprvé uvedena o rok později ve Vídni.
Poté, co Napoleon Bonaparte obsadil Prusko vstoupil Paër do jeho služeb. Odcestoval s ním do Varšavy a posléze do Paříže. Napoleon jej jmenoval Kapelníkem jeho císařského veličenstva, «maître de chapelle de la cour de Sa Majesté Impériale», s platem 28 000 franků. Paër pro Napoleona zkomponoval svatební pochod ke svatbě s Marií Luisou Habsbursko-Lotrinskou, která se konala 2. dubna 1810 v kapli paláce Louvre.
V roce 1809 složil svou nejslavnější operu, Agnese, dramatické semiserio ve dvou aktech. Měla mimořádný úspěch a byla záhy uvedena v nejdůležitějších divadlech Evropy (Milán, Neapol, Řím, Vídeň, Londýn a Paříž). Opera měla hluboký vliv na následující generace skladatelů a vzbudila obdiv mnoha slavných hudebníků a hudebních kritiků, jako byli Stendhal, Berlioz, Castil-Blaze nebo Chopin. Hlavním důvodem tohoto úspěchu je bezpochyby vysoká kvalita hudby, ale i dramaturgická struktura a dramatičnost děje.
V roce 1812, vystřídal Gaspare Spontiniho ve funkci hlavního dirigenta Théâtre Italien de Paris. V této funkci setrval i po Restauraci Bourbonů. Kromě toho komponoval komorní skladby pro krále Ludvíka XVIII. a řídil soukromý orchestr vévody Ludvíka Filipa Orleánského. Z Théâtre Italien odešel v roce 1823. Ve funkci hlavního dirigenta ho nahradil Gioacchino Rossini. V této době učil kompozici mladého Franze Liszta.
V roce 1831 byl Paër zvolen do Académie des Beaux-Arts a o rok později byl jmenován dirigentem královského orchestru krále Ludvíka Filipa. Zemřel v Paříži v roce 1839 v 67 letech.

## Dílo
Paer napsal celkem 55 oper v italském klasickém stylu Paisiella a Cimarosy. Kromě toho zkomponoval řadu náboženských skladeb a kantát, mnoho písní a několik orchestrálních komorních skladeb.
Opery

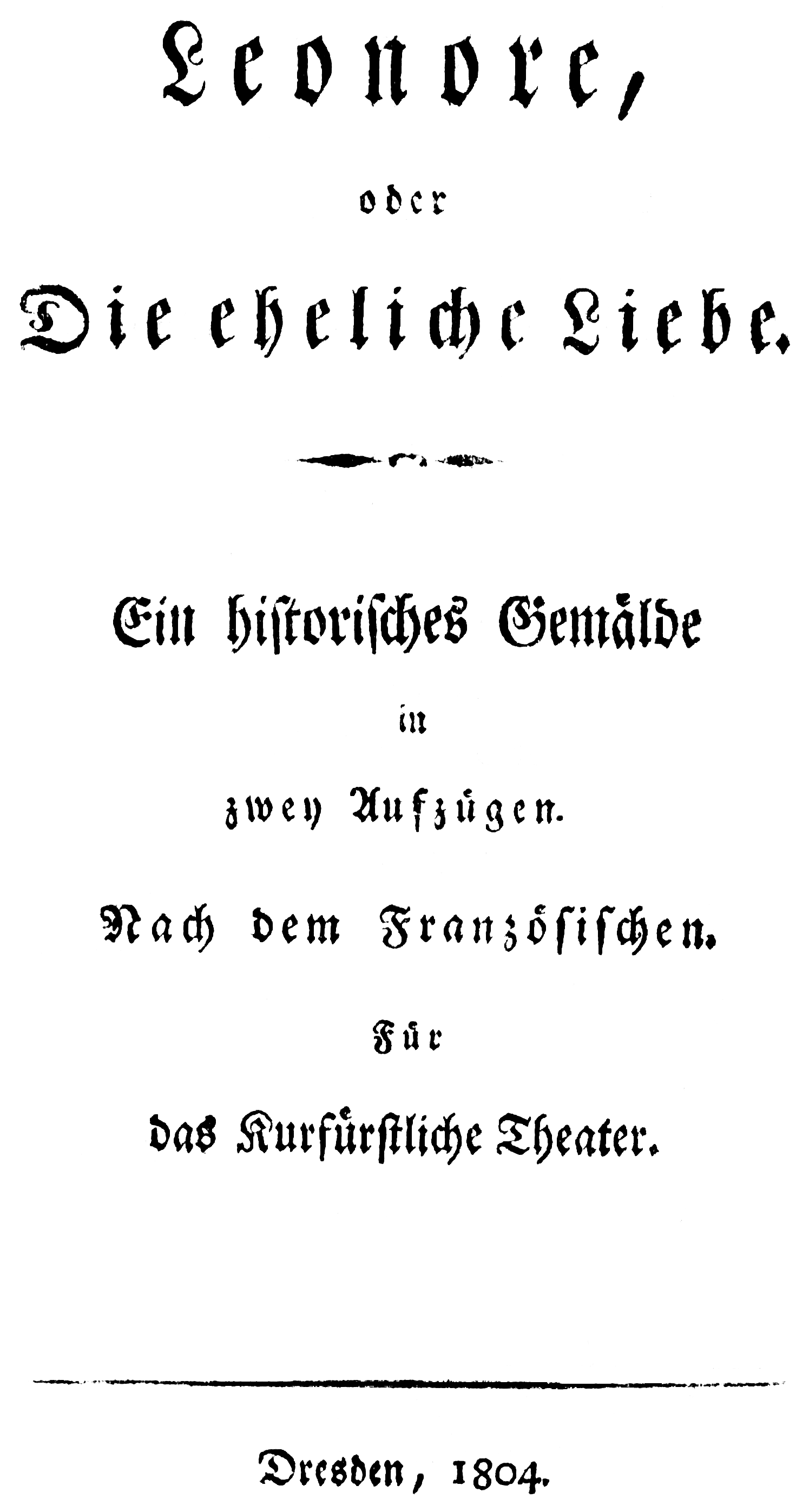
Titulní strana libreta opery „Leonora“.

- Orphée et Euridice (opera in prosa, 1791, Parma)
- Circe (opera, libreto Domenico Perelli, 1792, Benátky)
- Le astuzie amorose, o Il tempo fa giustizia a tutti (dramma giocoso, libreto Antonio Brambilla, 1792, Parma)
- I portenti del magnetismo (opera buffa, 1793, Benátky)
- Icilio e Virginia (libreto Giuseppe Maria Foppa, 1793, Padova)
- Laodicea (libreto Giuseppe Maria Foppa, 1793, Padova)
- I pretendenti burlati (dramma giocoso, libreto Gian Carlo Grossardi, 1793, Parma)
- L'oro fa tutto (dramma giocoso, libreto Angelo Anelli, 1793, Milán)
- Il nuovo Figaro (dramma giocoso, libreto Lorenzo da Ponte, 1794, Parma)
- Il matrimonio improvviso (farsa, libreto Giuseppe Maria Foppa, 1794, Benátky)
- I molinari (farsa, libreto Giuseppe Maria Foppa. 1794, Benátky)
- Il fornaro (farsa, 1794, Benátky)
- L'Idomeneo (dramma serio, libreto Gaetano Sertor, 1794, Florencie)
- Ero e Leandro (dramma, 1794, libreto Domenico Chelli, Teatro San Carlo Neapol)
- L'inganno in trionfo (intermezzo, 1794, Florencie)
- Una in bene e una in male (dramma giocoso, libreto Giuseppe Maria Foppa, 1794, Řím)
- La Rossana (melodramma serio, libreto Aurelio Aureli, 1795, Teatro alla Scala Milán, spoluautorka Teresa Bertinotti-Radicati)
- Il Cinna (melodramma serio, libreto Angelo Anelli, 1795, Padova)
- Anna (opera buffa, 1795, Padova)
- L'intrigo amoroso (dramma giocoso, libreto Giovanni Bertati, 1795, Benátky)
- L'orfana riconosciuta (dramma giocoso, 1796, Florencie)
- L'amante servitore (commedia in musica, libreto Antonio Simeone Sografi, 1796, Benátky)
- Il principe di Taranto (dramma giocoso, libreto Filippo Livigni, 1797, Parma)
- Il fanatico in Berlina (1797, Vídeň)
- Griselda, ossia La virtù al cimento (dramma semiserio, libreto Angelo Anelli, 1798, Parma)
- Camilla, ossia Il sotterraneo (dramma semiserio, libreto Giuseppe Carpani, da B.-J. Marsollier des Vivetières 1799, Vídeň)
- Il maestro di ballo (farsa, libreto Giuseppe Maria Foppa, 1799, Benátky)
- Il morto vivo (opera buffa, libreto Carlo Prospero Defranceschi, 12. června 1799, Theater am Kärntnertor Vídeň)
- La testa riscaldata (farsa, libreto Giuseppe Maria Foppa, 1800, Benátky)
- La sonnambula (farsa, libreto Giuseppe Maria Foppa, 1800, Benátky)
- Ginevra degli Almieri (opera tragicomica, libreto Giuseppe Maria Foppa, 2. září 1800, Theater am Kärntnertor, Vídeň)
- Poche ma buone, ossia Le donne cambiate (opera buffa, libreto Giuseppe Maria Foppa, 18. prosince 1800, Theater am Kärntnertor, Vídeň)
- Achille (melodramma eroico, libreto Giovanni de Gamerra, 1801, Vídeň)
- I fuorusciti di Firenze (opera semiseria, libreto Angelo Anelli, 1802, Drážďany)
- Sargino, ossia L'allievo dell'amore (dramma eroicomico, libreto Giuseppe Maria Foppa, 1803, Drážďany)
- Lodoiska (dramma eroico, libreto Francesco Gonella, 1804, Bologna)
- Leonora, ossia L'amore conjugale (dramma semiserio, libreto Giovanni Schmidt, J. N. Bouilly, 1804, Drážďany)
- Sofonisba (dramma serio, libreto Giovanni Schmidt, 1805, Bologna)
- Il maniscalco (dramma giocoso, 1805, Florencie)
- Numa Pompilio (dramma serio, libreto Pietro Bagnoli, 1808, Paříž)
- Cleopatra (1808, Paříž)
- Diana e Endimione, ossia Il ritardo (intermezzo, libreto Stefano Vestris, 1809, Paříž)
- Agnese (dramma semiserio, libreto Luigi Buonavoglia, da Filippo Casari, 1809, Parma)
- La Didone (melodramma serio, libreto Pietro Metastasio, 1810, Paříž)
- Un pazzo ne fa cento (opera buffa, 1812, Florencie)
- I Baccanti (opera seria, libreto Gaetano Rossi, 1813, Paříž)
- Poche ma buone, ossia La moglie ravveduta (farsa comica, libreto Giovanni de Gamerra, 1813, Řím)
- L'oriflamme (opéra, libreto C.-G. Etienne a L.P.-M.-F. Baour-Lormian, 1814, Paříž)
- Oro non compra amore (opera buffa, 1814, Pavia)
- L'eroismo in amore (melodramma serio, libreto Luigi Romanelli, 1815, Teatro alla Scala, Milán, spouautoři: Elisabetta Manfredini, Marietta Marcolini, Claudio Bonoldi e Giuseppe De Begnis)
- La primavera felice (opera giocosa, libreto Luigi Balocchi, 1816, Paříž)
- Le maître de chapelle, ou Le souper imprévu (opéra comique, libreto S. Gay a A. Duval, 1821, Paříž)
- Blanche de Provence, ou La cour des fées (opéra, libreto M. E. G. M. Théaulon, 1821, Paříž)
- La marquise de Brinvilliers (opéra comique, 1831, Paříž)
- Un caprice de femme (opéra comique, libreto J. P. F. Lesguillon, 1834, Paříž)